# Ceratosomicola sacculata
Ceratosomicola sacculata is een eenoogkreeftjessoort uit de familie van de Splanchnotrophidae. De wetenschappelijke naam van de soort is voor het eerst geldig gepubliceerd in 1924 door O'Donoghue.